# Aivo Udras
Aivo Udras (Võru, 15 de marzo de 1970) es un deportista estonio que compitió en biatlón. Ganó una medalla de bronce en el Campeonato Mundial de Biatlón de 1992, en la prueba por equipos.

## Palmarés internacional
| Campeonato Mundial | Campeonato Mundial  | Campeonato Mundial | Campeonato Mundial |
| Año                | Lugar               | Medalla            | Prueba             |
| ------------------ | ------------------- | ------------------ | ------------------ |
| 1992               | Novosibirsk (Rusia) | Medalla de bronce  | Equipo             |